# ルーキー (映画)
『ルーキー』（The Rookie）は、クリント・イーストウッド監督・主演の1990年のアメリカ映画。

## ストーリー
交通課の刑事ニックは自動車窃盗団のストロムを捜査していたが、相棒のパウエルを殺されてしまう。ニックは仇を討とうとするが、警官が殺害されたことから殺人課が捜査を引き継ぐことになる。課長のガルシアは新しい相棒として成績・勤務態度優秀のデヴィッドを紹介するが、彼は現場経験がない素人同然だった。ニックはガルシアの忠告を無視してストロムの捜査を続けるが、それを察知したストロムは情報をニックに漏らしていた情報屋モラレスを殺し、カジノの金を強奪して国外に逃亡しようとする。
モラレスから情報を聞き出していたニックとデヴィッドは先回りしてストロムを現行犯逮捕するが、ストロムの愛人リースルにデヴィッドが撃たれ、逆にニックが捕まってしまう。ストロムはニックを人質にして、駆け付けたガルシアに身代金200万ドルを要求して逃走する。ロサンゼルス当局は身代金の引き渡しを拒否したため、警察は独自に捜査をすることになった。デヴィッドは防弾チョッキを着ていて無事だったが、ニックを危険にさらしたことで署長のハーゲイトやガルシアからの信頼を失ってしまう。
デヴィッドはニックを救うため独断で捜査を進めるが、ストロムの行方を知る情報屋が彼の部下マルティネスに殺される。デヴィッドは、幼少期に弟が事故死して以来疎遠になっていた父の会社に向かい、ニックのために200万ドルを提供させる。一方、ストロムの行方を追うために街中で騒ぎを起こしていたデヴィッドに激怒したガルシアは、デヴィッドを逮捕するように命令する。デヴィッドは恋人サラから「家にガルシア課長がいるから来てほしい」と連絡があり家に向かおうとするが、彼を逮捕しに来た刑事から「ガルシア課長は警察署にいる」と聞かされ、サラの身に危険が迫っていることを察知し、家に急行する。ガルシアに扮していたマルティネスは正体がバレたためサラを殺そうとするが、そこにデヴィッドが駆け付け揉み合いになり、背後からサラに射殺される。
ストロムはアジトに爆弾を仕掛けてニックを殺そうとするが、ニックは隙を突いて拘束を解き、脱出を図ってストロムたちと銃撃戦になる。駆け付けたデヴィッドも加勢するが、ストロムは身代金の受け渡し場所に向かい、アジトを爆破する。間一髪で脱出に成功したニックとデヴィッドは、身代金を受け取り合流場所に向かおうとするストロムの部下を捕まえ、合流場所の空港に到着する。ニックとデヴィッドはストロムたちと銃撃戦になり、部下を殺され追い詰められたストロムとリースルは空港内に逃げ込む。ニックとデヴィッドは二手に分かれてストロムとリースルを追跡し、デヴィッドはリースルを射殺する。ニックもストロムを追い詰めるが弾切れになりストロムに撃たれる。ストロムは止めを刺そうとするが、駆け付けたデヴィッドに撃たれ重傷を負う。ストロムは負けを認め命乞いするが、ニックは「リースルの後を追え」と言い彼を射殺する。
事件の解決後、ニックは昇進して本部に異動したガルシアの後任として課長に就任し、デヴィッドもニック仕込みの敏腕刑事に成長していた。ニックはデヴィッドに代わりの相棒として、彼以上に成績優秀な女性警官を選び、デヴィッドは彼女を連れて捜査に向かう。

## 登場人物
ニック・パロヴスキー
演 - クリント・イーストウッド
交通課の刑事。ヘビースモーカーで上司との大事な会話の時も喫煙する。
デヴィッド・アッカーマン
演 - チャーリー・シーン
ニックの相棒。上流階級の出身のお坊ちゃま。弟を事故で失った過去がある。実戦経験に乏しく精彩を欠きやすいが、反面、防弾チョッキをつけることで難を逃れるなど抜かりはない。自分のせいでニックが捕らわれてからは一転して強引な捜査をするようになるなど一皮むける。
ストロム
演 - ラウル・ジュリア
自動車窃盗団のボス。冷酷無比で凶悪な男。
リースル
演 - ソニア・ブラガ
自動車窃盗団の構成員でストロムの愛人。
ユージン・アッカーマン
演 - トム・スケリット
デヴィッドの父親。デヴィッドの弟でもある、もう一人の息子が亡くなってからはデヴィッドとは気まずくなったようだが互いに情は持っている。
ロコ・マルティネス
演 - マルコ・ロドリゲス
ストロムの手下。前科８犯のワル。ガルシア課長に化けてデヴィッドの自宅を訪れ、正体判明後にサラの口を封じようとするも、駆け付けたデヴィッドにぶちのめされた上、サラに射殺される。
サラ
演 - ララ・フリン・ボイル
デヴィッドの恋人。デヴィッドの身を案じる献身的な性格。ガルシア課長に化けたマルティネスを家に入れてしまい、正体判明後、マルティネスに殺されそうになるが、駆け付けたデヴィッドに助けられる。
レイ・ガルシア
演 - ペペ・サーナ
ニックとデヴィッドの上司。マナーの悪いニックを呆れながらも上司の権限を使わないで許す寛大な性格。
ハーゲイト
演 - ポール・バトラー
ニックやデヴィッドの勤務する警察署の署長。
マックス
演 - デヴィッド・シェリル
ニックに目をつけられている。
フェリックス
演 - ポール・ベン＝ヴィクター
悪党。ニックに物を貰い情報を提供したが偽物であったことから痛い思いをした。
モラレス
演 - トニー・プラナ
ストロムの仕事仲間でありニックの情報屋。しかし、仕事でヘマをしでかしたことでストロムとリースルに殺害される。
ヘザー・トーレス
演 - ロバータ・ヴァスケス
デヴィッドの新しい相棒の女性刑事。

## キャスト
| 役名                     | 俳優                       | 日本語吹き替え                                                             | 日本語吹き替え                     |
| 役名                     | 俳優                       | ソフト版                                                                   | TBS版                              |
| ------------------------ | -------------------------- | -------------------------------------------------------------------------- | ---------------------------------- |
| ニック・パロヴスキー     | クリント・イーストウッド   | 山田康雄                                                                   | 山田康雄                           |
| デヴィッド・アッカーマン | チャーリー・シーン         | 池田秀一                                                                   | 山寺宏一                           |
| ストロム                 | ラウル・ジュリア           | 小林清志                                                                   | 阪脩                               |
| リースル                 | ソニア・ブラガ             | 吉田理保子                                                                 | 藤生聖子                           |
| ユージン・アッカーマン   | トム・スケリット           | 村越伊知郎                                                                 | 田原アルノ                         |
| サラ                     | ララ・フリン・ボイル       | 石川悦子                                                                   | 紗ゆり                             |
| レイ・ガルシア警部       | ペペ・サーナ               | 青野武                                                                     | 納谷六朗                           |
| ロコ・マルティネス       | マルコ・ロドリゲス         | 曽我部和恭                                                                 | 金尾哲夫                           |
| パウエル                 | ハル・ウィリアムズ         | 仁内建之                                                                   | 島香裕                             |
| ハーゲイト署長           | ポール・バトラー           | 小林修                                                                     | 藤本譲                             |
| アルフォンス             | アンソニー・アレクサンダー | 山下啓介                                                                   | 有本欽隆                           |
| マックス                 | デヴィッド・シェリル       |                                                                            | 後藤敦                             |
| モラレス                 | トニー・プラナ             |                                                                            | 秋元羊介                           |
| ケン・ブラックウェル     | ザンダー・バークレー       |                                                                            | 田原アルノ                         |
| フェリックス             | ポール・ベン＝ヴィクター   |                                                                            | 広瀬正志                           |
| クルーズ                 | ピート・ランダル           |                                                                            | 広瀬正志                           |
| ワング                   | マット・マッケンジー       |                                                                            | 星野充昭                           |
| ランス                   | ジョエル・ポリス           |                                                                            | 小室正幸                           |
| バーテンダー             | ジョーダン・ランド         | 沢りつお                                                                   | 島香裕                             |
| ローラ・アッカーマン     | ドナ・ミッチェル           | 火野カチコ                                                                 |                                    |
| ロマーノ                 | アンソニー・チャルノータ   | 仁内建之                                                                   |                                    |
| ヘザー・トーレス         | ロバータ・ヴァスケス       |                                                                            |                                    |
| その他                   | N/A                        | 梶哲也 八代駿 太田淑子 牧野和子 林一夫 山崎哲也 杉村理加 塩野幹聡 入江崇史 | 小島敏彦 喜田あゆ美 木藤聡子       |
| 日本語版制作スタッフ     |                            |                                                                            |                                    |
| 演出                     | 演出                       | 佐田一美                                                                   | 伊達康将                           |
| 翻訳                     | 翻訳                       | いずみつかさ                                                               | 平田勝茂                           |
| 調整                     | 調整                       |                                                                            | 荒井孝                             |
| 録音                     | 録音                       | 伊藤恭介                                                                   |                                    |
| 効果                     | 効果                       |                                                                            | リレーション                       |
| プロデューサー           | プロデューサー             | 小川政弘                                                                   | 上田正人                           |
| 制作                     | 制作                       | ワーナー・ホーム・ビデオ テアトル・エコー                                  | 東北新社 TBS                       |
| 初回放送                 | 初回放送                   | N/A                                                                        | 1993年9月15日 『水曜ロードショー』 |

## スタッフ
- 製作：ハワード・カザンジャン、スティーブン・シーバート、デーヴィッド・ヴァルデス
- 監督：クリント・イーストウッド
- 撮影：ジャック・N・グリーン
- 脚本：ボアズ・イェーキン、スコット・スピーゲル
- 音楽：レニー・ニーハウス
- 編集：ジョエル・コックス
- 日本語字幕：岡田壯平

## 評価
レビュー・アグリゲーターのRotten Tomatoesでは14件のレビューで支持率は29%、平均点は4.80/10となった。Metacriticでは19件のレビューを基に加重平均値が41/100となった。